# Płyta Dolnoizerska
Płyta Dolnoizerska (czes. Dolnojizerská tabule) jest południową częścią Płyty Izerskiej (czes. Jizerská tabule).
Powierzchnia wynosi 518 km². Najwyższym wzniesieniem jest bezimienna kota koło Řepína (306 m n.p.m.).

## Położenie
Od północy graniczy z Wyżyną Ralską (czes. Ralská pahorkatina), Płytą Środkowoizerską (czes. Středojizerská tabule) i Wyżyną Jiczyńską (czes. Jičínská pahorkatina), od wschodu, południowego od wschodu i południa z Płytą Środkowołabską (czes. Středolabská tabule) i od zachodu z Płytą Dolnooharską (czes. Dolnooharská tabule).
Leży na obu brzegach Izery.
Pod względem administracyjnym obejmuje części powiatów Mladá Boleslav, Mielnik i Nymburk w kraju środkowoczeskim

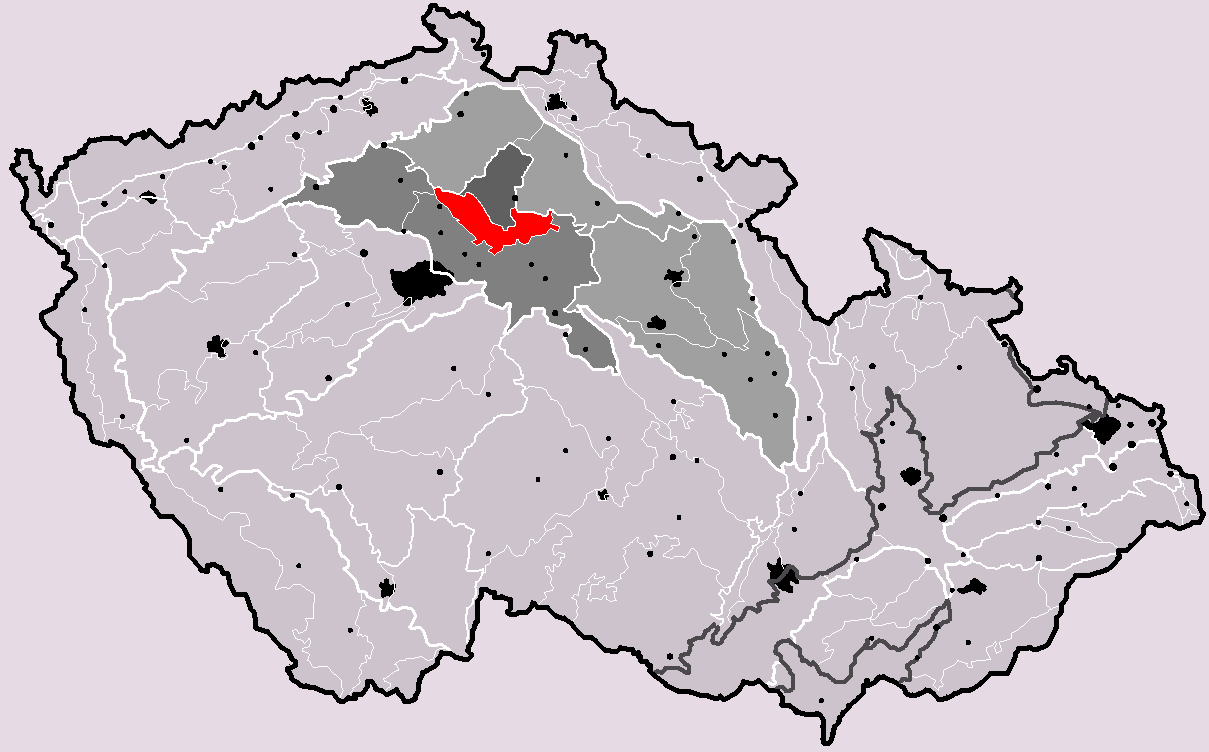
Położenie Płyty Dolnoizerskiej

## Opis
Jest to pagórkowata wyżyna z kuestami utworzonymi przez warstwy piaskowców, w zachodniej części pocięta głęboko wciętymi dolinami rzek, w części wschodniej ze staroplejstoceńskimi terasami rzecznymi.
Dominuje krajobraz kulturowy z przewagą niewielkich wsi położonych wśród pól, na obszarach piaszczystych rosną lasy sosnowe.

## Najwyższe wzniesienia
- Libeňský vrch (301 m), Košátecká tabule
- Horka u Mečeříže (290 m), Košátecká tabule
- Černava (287 m), Košátecká tabule
- Vinice (285 m), Košátecká tabule
- Benátecký vrch (251 m), Vrutická pahorkatina

## Podział
Płyta Dolnoizerska dzieli się na:
- Płyta Koszatecka (czes. Košátecká tabule)
- Kotlina Lusztienicka (czes. Luštěnická kotlina)
- Wyżyna Jabkenicka (czes. Jabkenická plošina)
- Wyżyna Wrucicka (czes. Vrutická pahorkatina)

## Budowa geologiczna
Zbudowana jest głównie ze skał osadowych wieku górnokredowego: górnoturońskich piaskowców oraz koniackich mułowców i iłowców.
W części wschodniej występują staroplejstoceńskie terasy akumulacyjne.

## Wody
Leży w dorzeczu Łaby (czes. Labe). Odwadniają ją Łaba i jej dopływy: Izera (czes. Jizera), Košátecký potok, Pšovka i Vlkava.

## Galeria

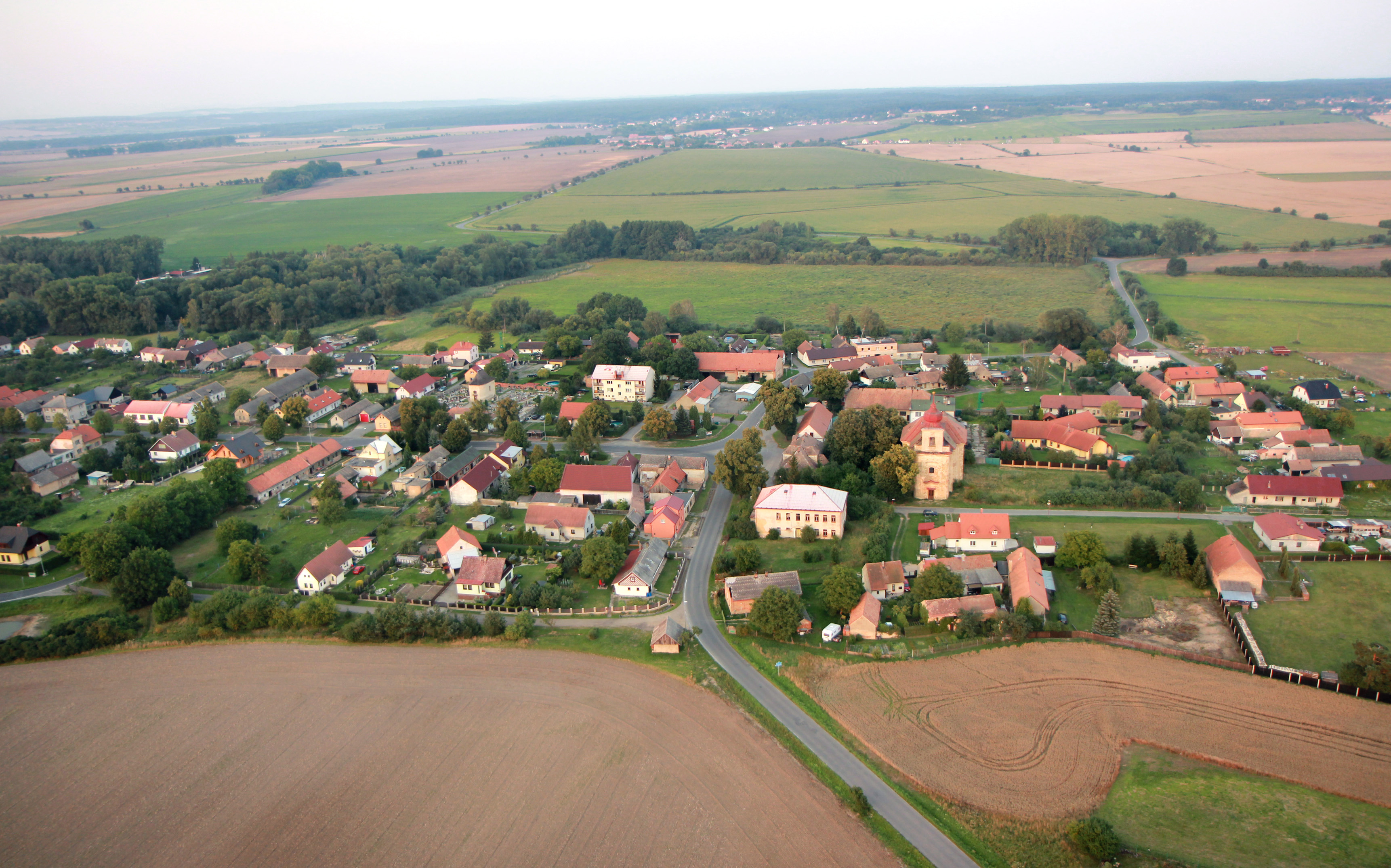
Smilovice, Luštěnická kotlina
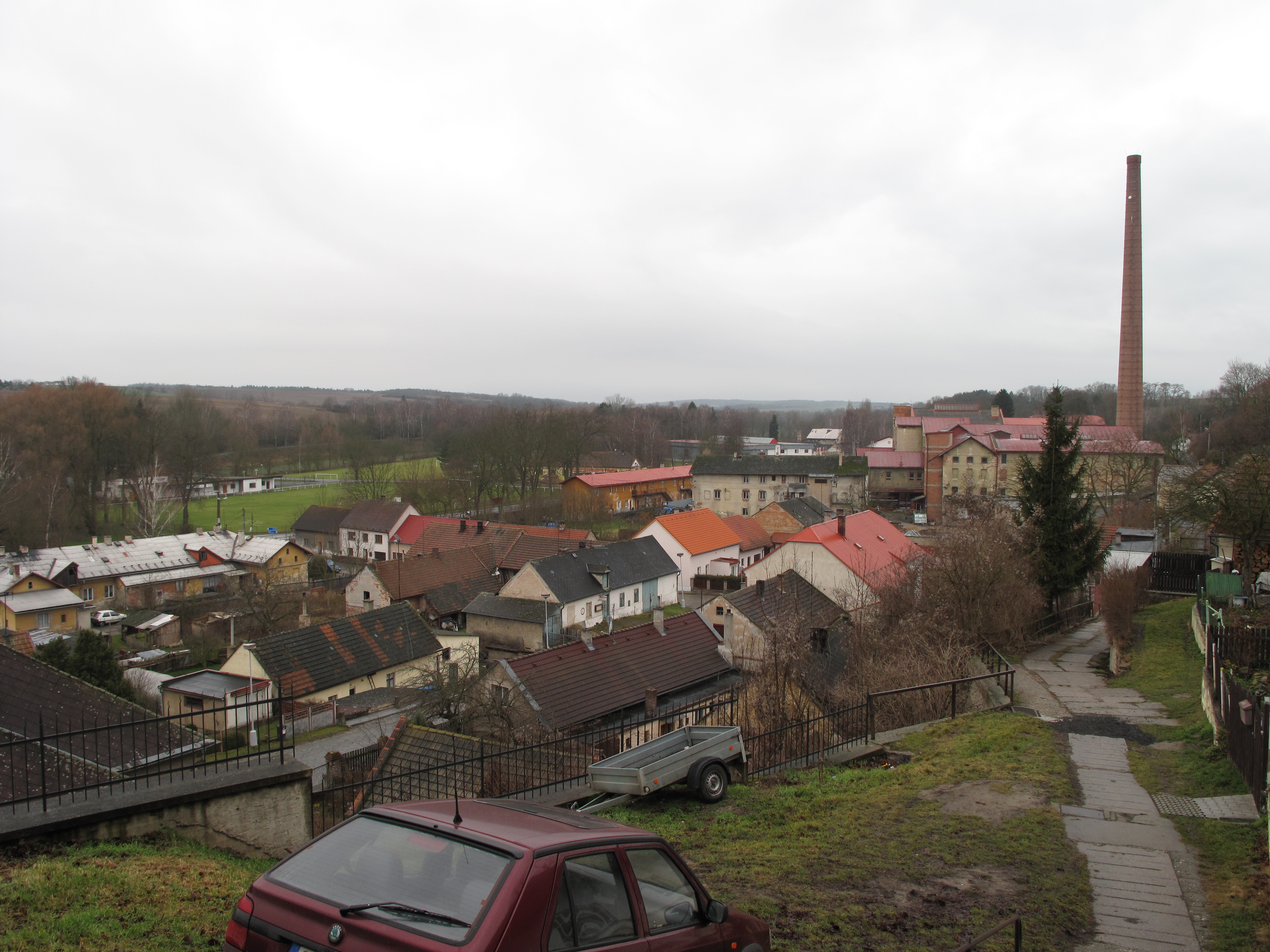
Kropáčova Vrutice
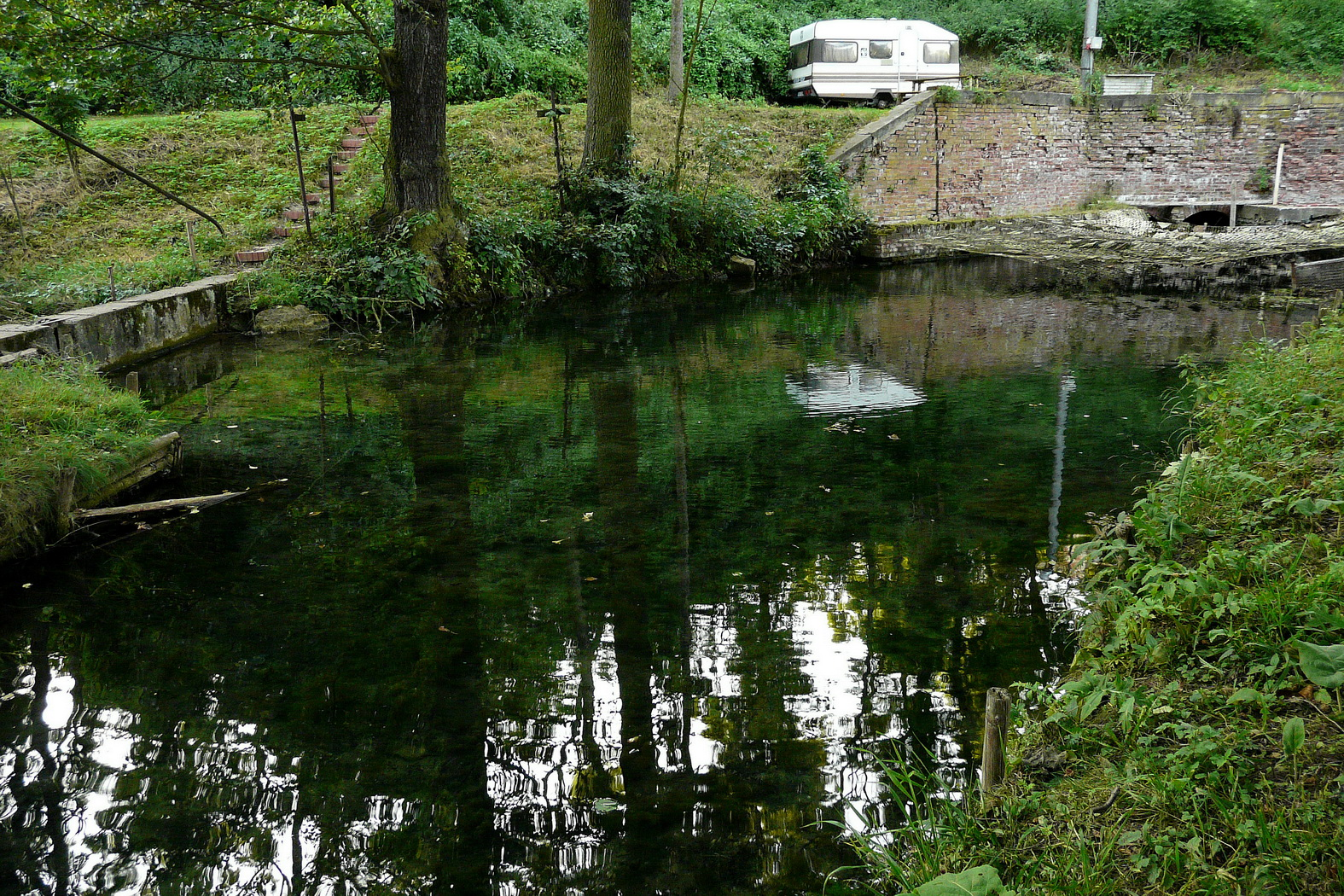
Źródła dopływu Košáteckého potoka w pobliżu miejscowości Kropáčova Vrutice
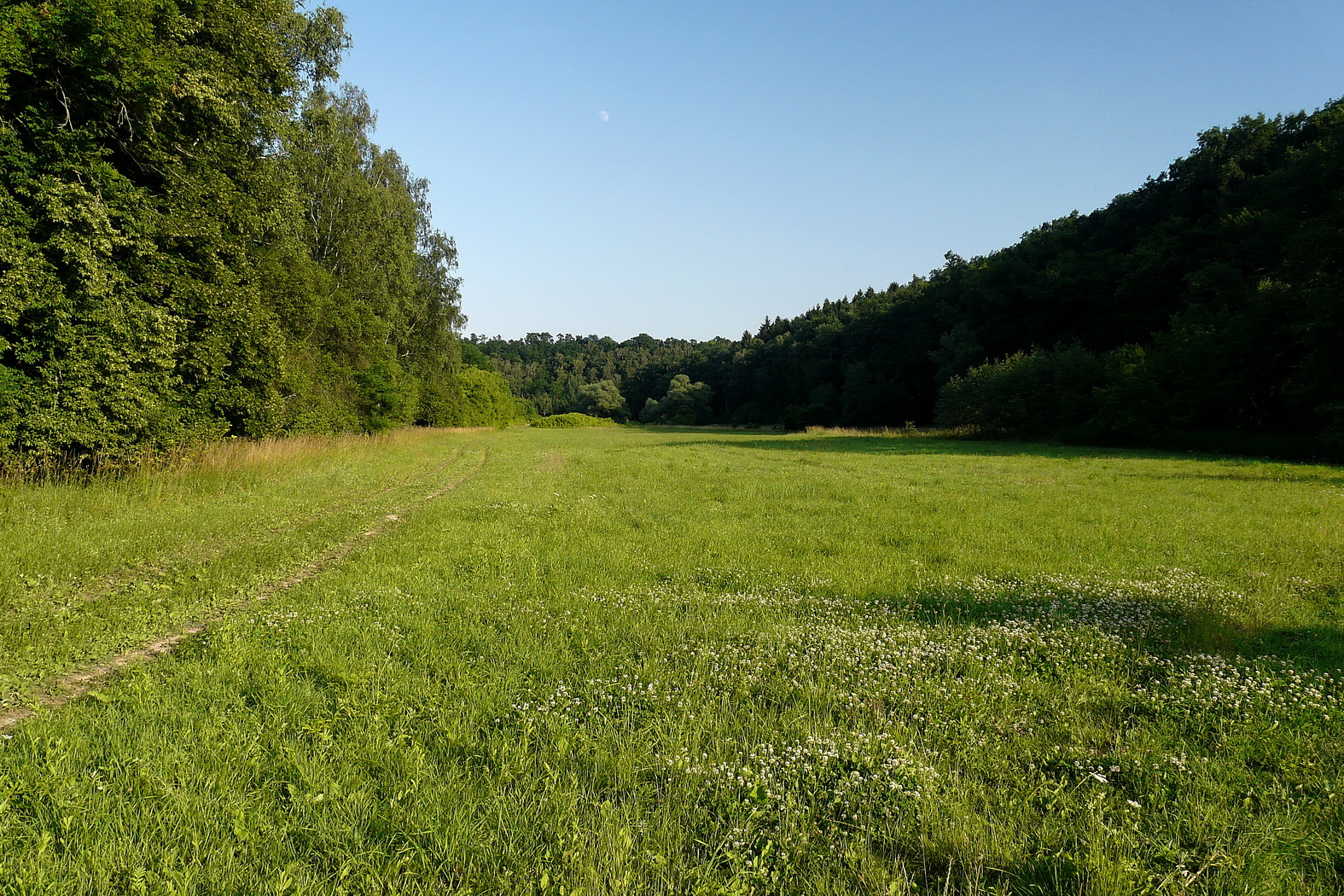
Dolina Košáteckého potoka